# Окотілло (Каліфорнія)
Окотілло (англ. Ocotillo) — переписна місцевість (CDP) в США, в окрузі Імперіал штату Каліфорнія. Населення — 215 осіб (2020).

## Географія
Окотілло розташоване за координатами 32°44′35″ пн. ш. 116°0′7″ зх. д. / 32.74306° пн. ш. 116.00194° зх. д. (32.743140, -116.001847).  За даними Бюро перепису населення США в 2010 році переписна місцевість мала площу 22,94 км², уся площа — суходіл.

### Клімат
| Клімат : Окотілло        | Клімат : Окотілло | Клімат : Окотілло | Клімат : Окотілло | Клімат : Окотілло | Клімат : Окотілло | Клімат : Окотілло | Клімат : Окотілло | Клімат : Окотілло | Клімат : Окотілло | Клімат : Окотілло | Клімат : Окотілло | Клімат : Окотілло | Клімат : Окотілло |
| Показник                 | Січ.              | Лют.              | Бер.              | Квіт.             | Трав.             | Черв.             | Лип.              | Серп.             | Вер.              | Жовт.             | Лист.             | Груд.             | Рік               |
| Абсолютний максимум, °C  | 32,2              | 33,9              | 38,3              | 42,8              | 46,7              | 49,4              | 50,0              | 48,9              | 48,9              | 44,4              | 36,7              | 35,0              | 50,0              |
| Середній максимум, °C    | 21,7              | 23,3              | 26,7              | 30,0              | 35,0              | 39,4              | 41,7              | 41,1              | 38,3              | 32,8              | 25,6              | 21,1              | 31,4              |
| Середня температура, °C  | 13,9              | 16,1              | 18,9              | 21,7              | 26,1              | 30,6              | 33,9              | 33,9              | 30,6              | 24,4              | 17,8              | 13,9              | 23,5              |
| Середній мінімум, °C     | 6,1               | 8,3               | 10,6              | 13,3              | 17,2              | 21,1              | 25,6              | 26,1              | 22,2              | 16,1              | 10,0              | 6,1               | 15,3              |
| Абсолютний мінімум, °C   | −7,8              | −4,4              | −1,7              | 1,1               | 2,2               | 8,3               | 11,1              | 12,2              | 8,9               | 0,6               | −4,4              | −5,6              | −7,8              |
| Норма опадів, мм         | 12                | 12                | 8                 | 1                 | 1                 | 0                 | 2                 | 7                 | 7                 | 9                 | 4                 | 10                | 73                |
| ------------------------ | ----------------- | ----------------- | ----------------- | ----------------- | ----------------- | ----------------- | ----------------- | ----------------- | ----------------- | ----------------- | ----------------- | ----------------- | ----------------- |
| Джерело: Weather Channel |                   |                   |                   |                   |                   |                   |                   |                   |                   |                   |                   |                   |                   |

## Демографія
Згідно з переписом 2010 року, у переписній місцевості мешкало 266 осіб у 138 домогосподарствах у складі 68 родин. Густота населення становила 12 особи/км².  Було 323 помешкання (14/км²).
Расовий склад населення:
| - 91,0 % — білих - 0,8 % — азіатів - 0,4 % — корінних американців - 0,4 % — чорних або афроамериканців - 6,4 % — осіб інших рас |

До двох чи більше рас належало 1,1 %. Частка іспаномовних становила 22,9 % від усіх жителів.
За віковим діапазоном населення розподілялося таким чином: 16,5 % — особи молодші 18 років, 56,8 % — особи у віці 18—64 років, 26,7 % — особи у віці 65 років та старші. Медіана віку мешканця становила 56,1 року. На 100 осіб жіночої статі у переписній місцевості припадало 111,1 чоловіків;  на 100 жінок у віці від 18 років та старших — 113,5 чоловіків також старших 18 років.
За межею бідності перебувало 48,0 % осіб, у тому числі 82,6 % дітей у віці до 18 років та 0,0 % осіб у віці 65 років та старших.
Цивільне працевлаштоване населення становило 66 осіб. Основні галузі зайнятості: будівництво — 31,8 %, транспорт — 21,2 %, науковці, спеціалісти, менеджери — 19,7 %.